# Stanisław Śliwiński (minister)
Stanisław Śliwiński (ur. 30 sierpnia 1869 w Kotlarce, zm. 11 stycznia 1929 w Warszawie) – polski inżynier rolnik, działacz gospodarczy i społeczny, polityk, minister.

## Życiorys
Ukończył Instytut Gospodarstwa Wiejskiego i Leśnictwa w Puławach. Przez wiele lat związany był z Nałęczowem, gdzie utworzył kółko rolnicze. Był współzałożycielem Stowarzyszenia Kredytowego Wiejskiego oraz Szkoły Rysunku i Rzeźby dla dzieci chłopskich. W 1907 założył w Nałęczowie Towarzystwo Rolnicze, którego został prezesem i został przewodniczącym sekcji hodowli trzody chlewnej i sekcji mleczarstwa. Z racji pełnionych funkcji w Towarzystwie Rolniczym, wszedł do władz Towarzystwa Rolniczego Lubelskiego i do Rady Głównej Centralnego Towarzystwa Rolniczego.
W drugiej połowie 1906 zamieszkał na stale w Lublinie, gdzie został dyrektorem lubelskiej fabryki igieł do lamp „Carbo Lumen”. 2 marca 1906 uzyskał koncesję na otwarcie szkoły pn. Prywatna Ośmioklasowa Filologiczna Szkoła Męska tzw. „Szkoła Lubelska”, był jej koncesjonariuszem do 1926, kiedy to odstąpił koncesje na rzecz spółki. Jednocześnie zorganizował internat znany jako „Bursa Andrzejów”, który był prowadzony przez Fundację im. Stanisława i Michaliny Śliwińskich, której to był prezesem. Był także jednym z ofiarodawców, organizatorów i członkiem rady opiekuńczej Warsztatów Rzemieślniczych im. Stanisława Syroczyńskiego, z czasem przekształconych w Szkołę Rzemieślniczą w Lublinie. Przystąpił do Ligi Narodowej i Stronnictwa Demokratyczno-Narodowego, należał do grona kierowniczego tych organizacji na środkowej i północnej Lubelszczyźnie. Wspierał dystrybucje nielegalnej prasy narodowej zwłaszcza skierowanego dla włościan pisma „Polak”, który był szmuglowany z zaboru austriackiego i za sprawą wsparcia m.in. Śliwińskiego kolportowany na Lubelszczyźnie.
W 1907 został posłem do rosyjskiej Drugiej Dumy. W 1918 członek prezydium Głównego Komitetu Ratunkowego w Lublinie.
W okresie od 5 listopada 1919 do 9 grudnia 1919 był kierownikiem resortu aprowizacji w rządzie Ignacego Jana Paderewskiego, a następnie – do 12 stycznia 1921 – był ministrem tegoż resortu w rządach: Leopolda Skulskiego, Władysława Grabskiego i Wincentego Witosa. Członek Zarządu Straży Kresowej w 1920 roku. 
Po opuszczeniu rządu, został wiceprezesem Rady Nadzorczej Banku Handlowego i do 1923 był również prezesem Rady Zarządzającej Spółki Akcyjnej Handlowo-Rolniczej "Kooprolna". 25 listopada 1925 został członkiem prezydium Komitetu Związku Polskich Organizacji Rolniczych. Przez kilka lat kierował również Polskim Białym Krzyżem (1924-1926). Był wiceprezesem, członkiem Zarządu Głównego oraz członkiem Komitetu Wycieczkowego Ligi Morskiej i Rzecznej, w latach 1923-1927 zasiadał w Radzie Głównej Ligi Obrony Powietrznej Państwa.
Ze względu na zły stan zdrowia w 1927 Stanisław Śliwiński wycofał się z życia publicznego. Jest pochowany na cmentarzu w Nałęczowie (sektor C1, rząd 1, grób 2).

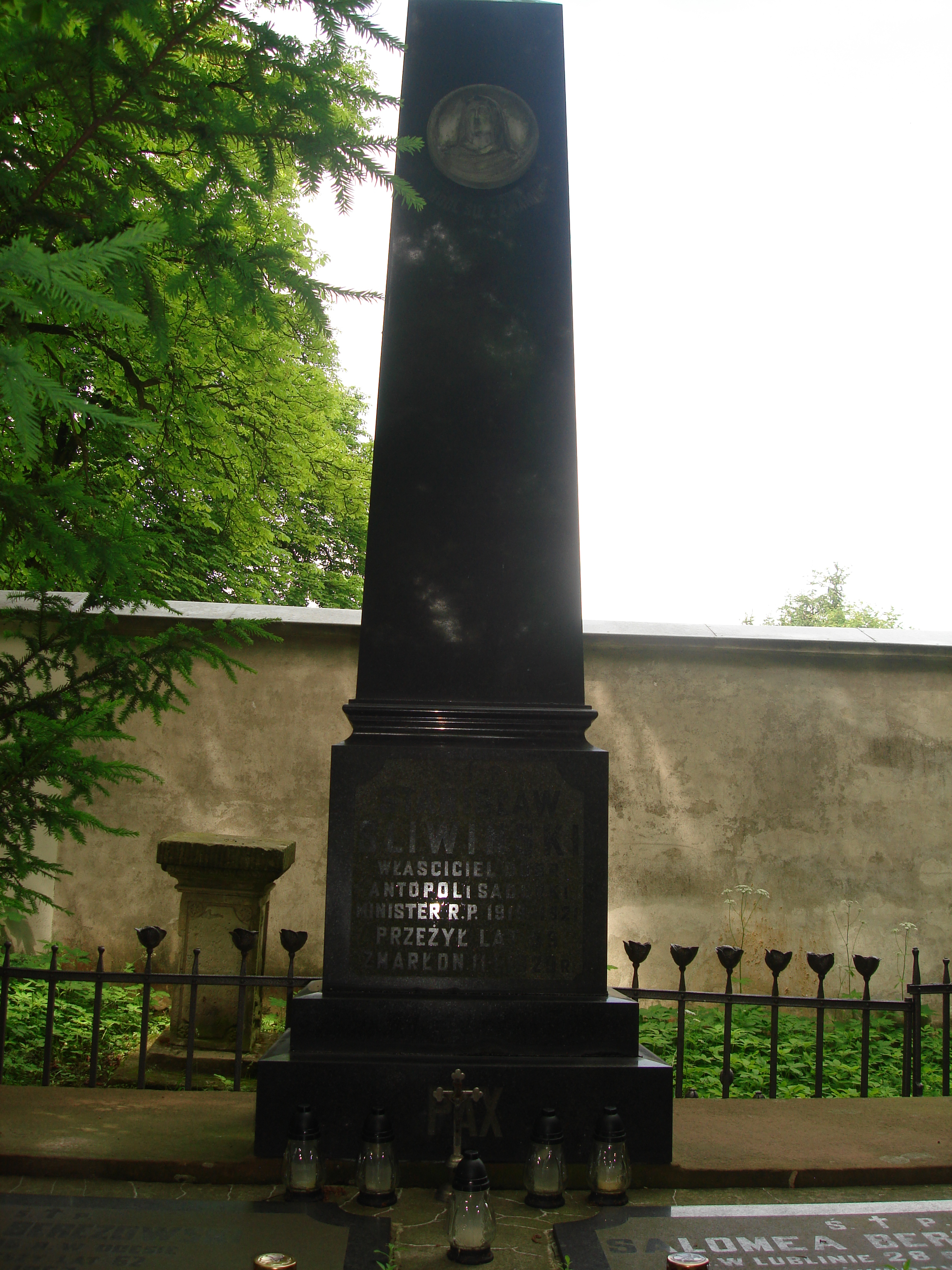
Grób Stanisława Śliwińskiego na cmentarzu w Nałęczowie

Stanisław Śliwiński był żonaty z Michaliną z Berezowskich, z którą miał syna Zygmunta.